# Комптън (клуб по крикет)
Клубът по крикет (на английски: The Compton Cricket Club, CCC) е базиран в град Комптън, в окръг Лос Анджелис, Калифорния, САЩ.
CCC е единственият отбор по крикет, роден изцяло в Съединените щати. CCC е обиколил Обединеното кралство четири пъти. Вечерта на фотосесията за рекламна кампания, включваща CCC, моделираща новата фланелка на националния английски футбол в Ел Ей, един от членовете на екипа е невинен наблюдател при стрелба от автомобил в Комптън, при която загива.

## История и мисия на клуба
В началото на 90-те клубът обикаля Англия, където играе на турнира в Хамбълдън. След завръщането си „Лос Анджелис Крикетс“ (първоначалното име на клуба) поема в нова посока, когато Дисни записва всички членове на екипа за филмов проект. Публичният интерес, събран от турнето, е безпрецедентен в американските среди по крикет и включва отразяване от медиите BBC Four, KTLA, ITV, Sky News, The Australian, The Daily Telegraph и множество местни вестници в Англия и Австралия.
Клубът по крикет Комптън е основан в общността за бездомни в Dome Village в центъра на Лос Анджелис през 1995 г. от активиста за правата на бездомните в САЩ Тед Хейс и продуцента на холивудски филми Кейти Хабер, за да се бори с отрицателните ефекти на бедността и бездомността. След изключително успешна обиколка на Великобритания по-късно същата година LA Krickets се разширява числено, за да включи членове на латиноамерикански отбор от град Комптън. Compton Homies и Popz (Compton Cricket Club) се появяват през 1996 г. като първия All American Inner City Cricket Team. Клубът използва идеалите за спортно майсторство и особеното значение на етикета и честната игра в крикета, за да помогне на играчите да развият уважение към авторитета, чувство за самоуважение и самодисциплина. Compton Homies пътува до Обединеното кралство през 1997, 1999 и 2001 г., присъединява се към LASCA (Социален крикет алианс на Лос Анджелис) и печели Купата на Великобритания на два пъти.
- Ограничение на отрицателните ефекти от дейността на бандата сред младежта на Комптън.
- Справяне с бездомността в центъра на града чрез принципите и етиката на крикета.
- Въвеждане и насърчаване на вежливостта, доброто и продуктивно гражданство.
- Мотото на отбора „Нека играта започне отново в Америка“ се връща към предишната популярност на крикета в Съединените щати през XIX век.

По-голямата част от екипа се състои от членовете учредители и Тед Хейс ги вижда като „екип от различни поколения, подобен на село“.